# Anna d'Amicis
Anna Lucia d'Amicis (vers 1733 - 1816) fou una soprano italiana.
Va debutar a l'Orione de Bach, i va continuar a cantar com prima donna a Dublín, Innsbruck i Nàpols. A Innsbruck va cantar el paper del títol femení en Romolo ed Ersilia, l'òpera de celebració del matrimoni escrita per Hasse amb motiu del matrimoni de Leopold II i la infanta espanyola Maria Lluïsa d'Espanya. Per aquest paper, va guanyar molta reputació. Era la favorita de Mozart i del seu pare Leopold, i va crear el paper de Júnia en Lucio Silla (Milà, 1772).
El 1771 va contraure matrimoni amb un secretari del rei de Nàpols, i des de llavors només cantà en concerts. Segons els crítics, fou la primera que executà les escales ascendents staccato i en un moviment més ràpid.